# Volta à Catalunha de 2019
A 99.ª edição da competição ciclista Volta à Catalunha foi uma corrida de ciclismo de estrada por etapas que se celebrou entre 25 e 31 de março de 2019 na Catalunha com início na cidade de Calella e final na cidade de Barcelona sobre um percurso de 1160 quilómetros.
A corrida fez parte do UCI WorldTour de 2019, calendário ciclístico de máximo nível mundial, sendo a nona corrida de dito circuito. O vencedor final foi o colombiano Miguel Ángel López do Astana seguido do britânico Adam Yates do Mitchelton-Scott e o também colombiano Egan Bernal do Sky.

## Equipas participantes
Tomaram parte na corrida 25 equipas: 18 de categoria UCI WorldTeam; e 7 de categoria Profissional Continental. Formando assim um pelotão de 175 ciclistas dos que acabaram 100. As equipas participantes foram:
| Equipes WorldTeam (18)- AG2R La Mondiale - Groupama-FDJ - Movistar Team - Lotto Soudal - Deceuninck-Quick Step - Sky - Bora-hansgrohe - Mitchelton-Scott - Astana - Bahrain-Merida - Team Sunweb - Team Jumbo-Visma - UAE Team Emirates - Trek-Segafredo - EF Education First - Katusha-Alpecin - Dimension Data - CCC Team Equipes profissionais Continentais (7)- Caja Rural-Seguros RGA - Cofidis, Solutions Crédits - Euskadi Basque Country-Murias - Roompot-Charles - Arkéa-Samsic - Wanty-Groupe Gobert - Burgos-BH |
| |

## Percorrido
A Volta à Catalunha dispôs de sete etapas dividido em duas etapas planas, três em media montanha, e duas etapas de montanha, para um percurso total de 1160 quilómetros.
| Etapa | Data    | Percurso                             | type            | Distância (km) | Vencedor              | Líder geral        |
| ----- | ------- | ------------------------------------ | --------------- | -------------- | --------------------- | ------------------ |
| 1     | 25 mar. | Calella – Calella                    | média montanha  | 164            | Thomas De Gendt       | Thomas De Gendt    |
| 2     | 26 mar. | Mataró – Sant Feliu de Guíxols       | etapa escarpada | 166,7          | Michael Matthews      | Thomas De Gendt    |
| 3     | 27 mar. | Sant Feliu de Guíxols – Vallter 2000 | alta montanha   | 179            | Adam Yates            | Thomas De Gendt    |
| 4     | 28 mar. | Llanars – La Molina                  | alta montanha   | 150,3          | Miguel Ángel López    | Miguel Ángel López |
| 5     | 29 mar. | Puigcerdà – Sant Cugat del Vallès    | etapa escarpada | 188,1          | Maximilian Schachmann | Miguel Ángel López |
| 6     | 30 mar. | Valls – Vila-seca                    | média montanha  | 169,1          | Michael Matthews      | Miguel Ángel López |
| 7     | 31 mar. | Barcelona – Barcelona                | média montanha  | 143,1          | Davide Formolo        | Miguel Ángel López |

## Desenvolvimento da corrida

### 1.ª etapa
| Calella - Calella | média montanha | (164 km) |

| \| Classificação por etapas \| Classificação por etapas \| Classificação por etapas \| Classificação por etapas \| Classificação por etapas \| \| Ciclista \| Ciclista \| Equipe \| Tempo \| \| \| ------------------------ \| ------------------------ \| ----------------------------- \| ------------------------ \| ------------------------ \| \| 1. \| Thomas De Gendt \| Lotto-Soudal \| 4h14m32s \| \| \| 2. \| Maximilian Schachmann \| Bora-Hansgrohe \| + 2m38s \| \| \| 3. \| Grega Bole \| Bahrain-Merida \| + 2m42s \| \| \| 4. \| Michael Matthews \| Team Sunweb \| + 2m42s \| \| \| 5. \| Mikel Aristi \| Euskadi Basque Country-Murias \| + 2m42s \| \| \| 6. \| André Greipel \| Arkéa-Samsic \| + 2m42s \| \| \| 7. \| Daryl Impey \| Mitchelton-Scott \| + 2m42s \| \| \| 8. \| Egan Bernal \| Team Sky \| + 2m42s \| \| \| 9. \| Nick van der Lijke \| Roompot-Charles \| + 2m42s \| \| \| 10. \| Patrick Bevin \| CCC Team \| + 2m42s \| \| |                       |                               |          |
| |                       |                               |          |
| Fonte: ProCyclingStats |                       |                               |          |
| Classificação por etapas |                       |                               |          |
| Ciclista | Ciclista              | Equipe                        | Tempo    |
| 1. | Thomas De Gendt       | Lotto-Soudal                  | 4h14m32s |
| 2. | Maximilian Schachmann | Bora-Hansgrohe                | + 2m38s  |
| 3. | Grega Bole            | Bahrain-Merida                | + 2m42s  |
| 4. | Michael Matthews      | Team Sunweb                   | + 2m42s  |
| 5. | Mikel Aristi          | Euskadi Basque Country-Murias | + 2m42s  |
| 6. | André Greipel         | Arkéa-Samsic                  | + 2m42s  |
| 7. | Daryl Impey           | Mitchelton-Scott              | + 2m42s  |
| 8. | Egan Bernal           | Team Sky                      | + 2m42s  |
| 9. | Nick van der Lijke    | Roompot-Charles               | + 2m42s  |
| 10. | Patrick Bevin         | CCC Team                      | + 2m42s  |

| \| Classificação geral \| Classificação geral \| Classificação geral \| Classificação geral \| Classificação geral \| \| Ciclista \| Ciclista \| Equipe \| Tempo \| \| \| ------------------- \| --------------------- \| ----------------------------- \| ------------------- \| ------------------- \| \| 1. \| Thomas De Gendt \| Lotto-Soudal \| 4h14m16s \| \| \| 2. \| Maximilian Schachmann \| Bora-Hansgrohe \| + 2m48s \| \| \| 3. \| Grega Bole \| Bahrain-Merida \| + 2m54s \| \| \| 4. \| Alejandro Valverde \| Movistar Team \| + 2m56s \| \| \| 5. \| Egan Bernal \| Team Sky \| + 2m57s \| \| \| 6. \| Luis Ángel Maté \| Cofidis, Solutions Crédits \| + 2m57s \| \| \| 7. \| Michael Matthews \| Team Sunweb \| + 2m58s \| \| \| 8. \| Mikel Aristi \| Euskadi Basque Country-Murias \| + 2m58s \| \| \| 9. \| André Greipel \| Arkéa-Samsic \| + 2m58s \| \| \| 10. \| Daryl Impey \| Mitchelton-Scott \| + 2m58s \| \| |                       |                               |          |
| |                       |                               |          |
| Fonte: ProCyclingStats |                       |                               |          |
| Classificação geral |                       |                               |          |
| Ciclista | Ciclista              | Equipe                        | Tempo    |
| 1. | Thomas De Gendt       | Lotto-Soudal                  | 4h14m16s |
| 2. | Maximilian Schachmann | Bora-Hansgrohe                | + 2m48s  |
| 3. | Grega Bole            | Bahrain-Merida                | + 2m54s  |
| 4. | Alejandro Valverde    | Movistar Team                 | + 2m56s  |
| 5. | Egan Bernal           | Team Sky                      | + 2m57s  |
| 6. | Luis Ángel Maté       | Cofidis, Solutions Crédits    | + 2m57s  |
| 7. | Michael Matthews      | Team Sunweb                   | + 2m58s  |
| 8. | Mikel Aristi          | Euskadi Basque Country-Murias | + 2m58s  |
| 9. | André Greipel         | Arkéa-Samsic                  | + 2m58s  |
| 10. | Daryl Impey           | Mitchelton-Scott              | + 2m58s  |

### 2.ª etapa
| Mataró - Sant Feliu de Guíxols | etapa escarpada | (166,7 km) |

| \| Classificação por etapas \| Classificação por etapas \| Classificação por etapas \| Classificação por etapas \| Classificação por etapas \| \| Ciclista \| Ciclista \| Equipe \| Tempo \| \| \| ------------------------ \| ------------------------ \| ------------------------ \| ------------------------ \| ------------------------ \| \| 1. \| Michael Matthews \| Team Sunweb \| 4h09m34s \| \| \| 2. \| Alejandro Valverde \| Movistar Team \| + 0s \| \| \| 3. \| Daryl Impey \| Mitchelton-Scott \| + 0s \| \| \| 4. \| Maximilian Schachmann \| Bora-Hansgrohe \| + 0s \| \| \| 5. \| Odd Christian Eiking \| Wanty-Gobert \| + 0s \| \| \| 6. \| James Knox \| Deceuninck-Quick Step \| + 0s \| \| \| 7. \| Patrick Bevin \| CCC Team \| + 0s \| \| \| 8. \| Enrico Gasparotto \| Dimension Data \| + 0s \| \| \| 9. \| Davide Formolo \| Bora-Hansgrohe \| + 0s \| \| \| 10. \| Daniel Martin \| UAE Team Emirates \| + 0s \| \| |                       |                       |          |
| |                       |                       |          |
| Fonte: ProCyclingStats |                       |                       |          |
| Classificação por etapas |                       |                       |          |
| Ciclista | Ciclista              | Equipe                | Tempo    |
| 1. | Michael Matthews      | Team Sunweb           | 4h09m34s |
| 2. | Alejandro Valverde    | Movistar Team         | + 0s     |
| 3. | Daryl Impey           | Mitchelton-Scott      | + 0s     |
| 4. | Maximilian Schachmann | Bora-Hansgrohe        | + 0s     |
| 5. | Odd Christian Eiking  | Wanty-Gobert          | + 0s     |
| 6. | James Knox            | Deceuninck-Quick Step | + 0s     |
| 7. | Patrick Bevin         | CCC Team              | + 0s     |
| 8. | Enrico Gasparotto     | Dimension Data        | + 0s     |
| 9. | Davide Formolo        | Bora-Hansgrohe        | + 0s     |
| 10. | Daniel Martin         | UAE Team Emirates     | + 0s     |

| \| Classificação geral \| Classificação geral \| Classificação geral \| Classificação geral \| Classificação geral \| \| Ciclista \| Ciclista \| Equipe \| Tempo \| \| \| ------------------- \| --------------------- \| -------------------------- \| ------------------- \| ------------------- \| \| 1. \| Thomas De Gendt \| Lotto-Soudal \| 8h23m50s \| \| \| 2. \| Alejandro Valverde \| Movistar Team \| + 2m47s \| \| \| 3. \| Michael Matthews \| Team Sunweb \| + 2m48s \| \| \| 4. \| Maximilian Schachmann \| Bora-Hansgrohe \| + 2m48s \| \| \| 5. \| Daryl Impey \| Mitchelton-Scott \| + 2m54s \| \| \| 6. \| Nairo Quintana \| Movistar Team \| + 2m56s \| \| \| 7. \| Egan Bernal \| Team Sky \| + 2m57s \| \| \| 8. \| Steven Kruijswijk \| Team Jumbo-Visma \| + 2m57s \| \| \| 9. \| Luis Ángel Maté \| Cofidis, Solutions Crédits \| + 2m57s \| \| \| 10. \| Patrick Bevin \| CCC Team \| + 2m58s \| \| |                       |                            |          |
| |                       |                            |          |
| Fonte: ProCyclingStats |                       |                            |          |
| Classificação geral |                       |                            |          |
| Ciclista | Ciclista              | Equipe                     | Tempo    |
| 1. | Thomas De Gendt       | Lotto-Soudal               | 8h23m50s |
| 2. | Alejandro Valverde    | Movistar Team              | + 2m47s  |
| 3. | Michael Matthews      | Team Sunweb                | + 2m48s  |
| 4. | Maximilian Schachmann | Bora-Hansgrohe             | + 2m48s  |
| 5. | Daryl Impey           | Mitchelton-Scott           | + 2m54s  |
| 6. | Nairo Quintana        | Movistar Team              | + 2m56s  |
| 7. | Egan Bernal           | Team Sky                   | + 2m57s  |
| 8. | Steven Kruijswijk     | Team Jumbo-Visma           | + 2m57s  |
| 9. | Luis Ángel Maté       | Cofidis, Solutions Crédits | + 2m57s  |
| 10. | Patrick Bevin         | CCC Team                   | + 2m58s  |

### 3.ª etapa
| Sant Feliu de Guíxols - Vallter 2000 | alta montanha | (179 km) |

| \| Classificação por etapas \| Classificação por etapas \| Classificação por etapas \| Classificação por etapas \| Classificação por etapas \| \| Ciclista \| Ciclista \| Equipe \| Tempo \| \| \| ------------------------ \| ------------------------ \| ------------------------ \| ------------------------ \| ------------------------ \| \| 1. \| Adam Yates \| Mitchelton-Scott \| 5h02m18s \| \| \| 2. \| Egan Bernal \| Team Sky \| + 0s \| \| \| 3. \| Daniel Martin \| UAE Team Emirates \| + 0s \| \| \| 4. \| Nairo Quintana \| Movistar Team \| + 0s \| \| \| 5. \| Miguel Ángel López \| Astana \| + 2s \| \| \| 6. \| Steven Kruijswijk \| Team Jumbo-Visma \| + 30s \| \| \| 7. \| Ilnur Zakarin \| Katusha-Alpecin \| + 46s \| \| \| 8. \| Richard Carapaz \| Movistar Team \| + 46s \| \| \| 9. \| Wilco Kelderman \| Team Sunweb \| + 51s \| \| \| 10. \| Michael Woods \| EF Education First \| + 53s \| \| |                    |                    |          |
| |                    |                    |          |
| Fonte: ProCyclingStats |                    |                    |          |
| Classificação por etapas |                    |                    |          |
| Ciclista | Ciclista           | Equipe             | Tempo    |
| 1. | Adam Yates         | Mitchelton-Scott   | 5h02m18s |
| 2. | Egan Bernal        | Team Sky           | + 0s     |
| 3. | Daniel Martin      | UAE Team Emirates  | + 0s     |
| 4. | Nairo Quintana     | Movistar Team      | + 0s     |
| 5. | Miguel Ángel López | Astana             | + 2s     |
| 6. | Steven Kruijswijk  | Team Jumbo-Visma   | + 30s    |
| 7. | Ilnur Zakarin      | Katusha-Alpecin    | + 46s    |
| 8. | Richard Carapaz    | Movistar Team      | + 46s    |
| 9. | Wilco Kelderman    | Team Sunweb        | + 51s    |
| 10. | Michael Woods      | EF Education First | + 53s    |

| \| Classificação geral \| Classificação geral \| Classificação geral \| Classificação geral \| Classificação geral \| \| Ciclista \| Ciclista \| Equipe \| Tempo \| \| \| ------------------- \| ------------------- \| ------------------- \| ------------------- \| ------------------- \| \| 1. \| Thomas De Gendt \| Lotto-Soudal \| 13h28m29s \| \| \| 2. \| Adam Yates \| Mitchelton-Scott \| + 27s \| \| \| 3. \| Egan Bernal \| Team Sky \| + 30s \| \| \| 4. \| Daniel Martin \| UAE Team Emirates \| + 33s \| \| \| 5. \| Nairo Quintana \| Movistar Team \| + 35s \| \| \| 6. \| Miguel Ángel López \| Astana \| + 39s \| \| \| 7. \| Steven Kruijswijk \| Team Jumbo-Visma \| + 1m06s \| \| \| 8. \| Ilnur Zakarin \| Katusha-Alpecin \| + 1m23s \| \| \| 9. \| Richard Carapaz \| Movistar Team \| + 1m23s \| \| \| 10. \| Wilco Kelderman \| Team Sunweb \| + 1m28s \| \| |                    |                   |           |
| |                    |                   |           |
| Fonte: ProCyclingStats |                    |                   |           |
| Classificação geral |                    |                   |           |
| Ciclista | Ciclista           | Equipe            | Tempo     |
| 1. | Thomas De Gendt    | Lotto-Soudal      | 13h28m29s |
| 2. | Adam Yates         | Mitchelton-Scott  | + 27s     |
| 3. | Egan Bernal        | Team Sky          | + 30s     |
| 4. | Daniel Martin      | UAE Team Emirates | + 33s     |
| 5. | Nairo Quintana     | Movistar Team     | + 35s     |
| 6. | Miguel Ángel López | Astana            | + 39s     |
| 7. | Steven Kruijswijk  | Team Jumbo-Visma  | + 1m06s   |
| 8. | Ilnur Zakarin      | Katusha-Alpecin   | + 1m23s   |
| 9. | Richard Carapaz    | Movistar Team     | + 1m23s   |
| 10. | Wilco Kelderman    | Team Sunweb       | + 1m28s   |

### 4.ª etapa
| Llanars - La Molina | alta montanha | (150,3 km) |

| \| Classificação por etapas \| Classificação por etapas \| Classificação por etapas \| Classificação por etapas \| Classificação por etapas \| \| Ciclista \| Ciclista \| Equipe \| Tempo \| \| \| ------------------------ \| ------------------------ \| ------------------------ \| ------------------------ \| ------------------------ \| \| 1. \| Miguel Ángel López \| Astana \| 4h02m07s \| \| \| 2. \| Gregor Mühlberger \| Bora-Hansgrohe \| + 16s \| \| \| 3. \| Marc Soler \| Movistar Team \| + 16s \| \| \| 4. \| Egan Bernal \| Team Sky \| + 16s \| \| \| 5. \| Adam Yates \| Mitchelton-Scott \| + 16s \| \| \| 6. \| Nairo Quintana \| Movistar Team \| + 19s \| \| \| 7. \| Steven Kruijswijk \| Team Jumbo-Visma \| + 19s \| \| \| 8. \| Guillaume Martin \| Wanty-Gobert \| + 32s \| \| \| 9. \| Michael Woods \| EF Education First \| + 34s \| \| \| 10. \| Rafał Majka \| Bora-Hansgrohe \| + 42s \| \| |                    |                    |          |
| |                    |                    |          |
| Fonte: ProCyclingStats |                    |                    |          |
| Classificação por etapas |                    |                    |          |
| Ciclista | Ciclista           | Equipe             | Tempo    |
| 1. | Miguel Ángel López | Astana             | 4h02m07s |
| 2. | Gregor Mühlberger  | Bora-Hansgrohe     | + 16s    |
| 3. | Marc Soler         | Movistar Team      | + 16s    |
| 4. | Egan Bernal        | Team Sky           | + 16s    |
| 5. | Adam Yates         | Mitchelton-Scott   | + 16s    |
| 6. | Nairo Quintana     | Movistar Team      | + 19s    |
| 7. | Steven Kruijswijk  | Team Jumbo-Visma   | + 19s    |
| 8. | Guillaume Martin   | Wanty-Gobert       | + 32s    |
| 9. | Michael Woods      | EF Education First | + 34s    |
| 10. | Rafał Majka        | Bora-Hansgrohe     | + 42s    |

| \| Classificação geral \| Classificação geral \| Classificação geral \| Classificação geral \| Classificação geral \| \| Ciclista \| Ciclista \| Equipe \| Tempo \| \| \| ------------------- \| ------------------- \| ------------------- \| ------------------- \| ------------------- \| \| 1. \| Miguel Ángel López \| Astana \| 17h31m05s \| \| \| 2. \| Adam Yates \| Mitchelton-Scott \| + 14s \| \| \| 3. \| Egan Bernal \| Team Sky \| + 17s \| \| \| 4. \| Nairo Quintana \| Movistar Team \| + 25s \| \| \| 5. \| Daniel Martin \| UAE Team Emirates \| + 46s \| \| \| 6. \| Steven Kruijswijk \| Team Jumbo-Visma \| + 56s \| \| \| 7. \| Michael Woods \| EF Education First \| + 1m42s \| \| \| 8. \| Romain Bardet \| AG2R La Mondiale \| + 1m44s \| \| \| 9. \| Rafał Majka \| Bora-Hansgrohe \| + 2m27s \| \| \| 10. \| Marc Soler \| Movistar Team \| + 2m36s \| \| |                    |                    |           |
| |                    |                    |           |
| Fonte: ProCyclingStats |                    |                    |           |
| Classificação geral |                    |                    |           |
| Ciclista | Ciclista           | Equipe             | Tempo     |
| 1. | Miguel Ángel López | Astana             | 17h31m05s |
| 2. | Adam Yates         | Mitchelton-Scott   | + 14s     |
| 3. | Egan Bernal        | Team Sky           | + 17s     |
| 4. | Nairo Quintana     | Movistar Team      | + 25s     |
| 5. | Daniel Martin      | UAE Team Emirates  | + 46s     |
| 6. | Steven Kruijswijk  | Team Jumbo-Visma   | + 56s     |
| 7. | Michael Woods      | EF Education First | + 1m42s   |
| 8. | Romain Bardet      | AG2R La Mondiale   | + 1m44s   |
| 9. | Rafał Majka        | Bora-Hansgrohe     | + 2m27s   |
| 10. | Marc Soler         | Movistar Team      | + 2m36s   |

### 5.ª etapa
| Puigcerdà - Sant Cugat del Vallès | etapa escarpada | (188,1 km) |

| \| Classificação por etapas \| Classificação por etapas \| Classificação por etapas \| Classificação por etapas \| Classificação por etapas \| \| Ciclista \| Ciclista \| Equipe \| Tempo \| \| \| ------------------------ \| ------------------------ \| ------------------------ \| ------------------------ \| ------------------------ \| \| 1. \| Maximilian Schachmann \| Bora-Hansgrohe \| 4h25m45s \| \| \| 2. \| Michael Matthews \| Team Sunweb \| + 13s \| \| \| 3. \| Ryan Gibbons \| Dimension Data \| + 13s \| \| \| 4. \| Daryl Impey \| Mitchelton-Scott \| + 13s \| \| \| 5. \| Patrick Bevin \| CCC Team \| + 13s \| \| \| 6. \| Phil Bauhaus \| Bahrain-Merida \| + 13s \| \| \| 7. \| Jay McCarthy \| Bora-Hansgrohe \| + 13s \| \| \| 8. \| Nairo Quintana \| Movistar Team \| + 13s \| \| \| 9. \| Bjorg Lambrecht \| Lotto-Soudal \| + 13s \| \| \| 10. \| Miguel Ángel López \| Astana \| + 13s \| \| |                       |                  |          |
| |                       |                  |          |
| Fonte: ProCyclingStats |                       |                  |          |
| Classificação por etapas |                       |                  |          |
| Ciclista | Ciclista              | Equipe           | Tempo    |
| 1. | Maximilian Schachmann | Bora-Hansgrohe   | 4h25m45s |
| 2. | Michael Matthews      | Team Sunweb      | + 13s    |
| 3. | Ryan Gibbons          | Dimension Data   | + 13s    |
| 4. | Daryl Impey           | Mitchelton-Scott | + 13s    |
| 5. | Patrick Bevin         | CCC Team         | + 13s    |
| 6. | Phil Bauhaus          | Bahrain-Merida   | + 13s    |
| 7. | Jay McCarthy          | Bora-Hansgrohe   | + 13s    |
| 8. | Nairo Quintana        | Movistar Team    | + 13s    |
| 9. | Bjorg Lambrecht       | Lotto-Soudal     | + 13s    |
| 10. | Miguel Ángel López    | Astana           | + 13s    |

| \| Classificação geral \| Classificação geral \| Classificação geral \| Classificação geral \| Classificação geral \| \| Ciclista \| Ciclista \| Equipe \| Tempo \| \| \| ------------------- \| ------------------- \| ------------------- \| ------------------- \| ------------------- \| \| 1. \| Miguel Ángel López \| Astana \| 21h57m05s \| \| \| 2. \| Adam Yates \| Mitchelton-Scott \| + 14s \| \| \| 3. \| Egan Bernal \| Team Sky \| + 17s \| \| \| 4. \| Nairo Quintana \| Movistar Team \| + 25s \| \| \| 5. \| Daniel Martin \| UAE Team Emirates \| + 46s \| \| \| 6. \| Steven Kruijswijk \| Team Jumbo-Visma \| + 56s \| \| \| 7. \| Michael Woods \| EF Education First \| + 1m42s \| \| \| 8. \| Romain Bardet \| AG2R La Mondiale \| + 1m44s \| \| \| 9. \| Rafał Majka \| Bora-Hansgrohe \| + 2m27s \| \| \| 10. \| Marc Soler \| Movistar Team \| + 2m36s \| \| |                    |                    |           |
| |                    |                    |           |
| Fonte: ProCyclingStats |                    |                    |           |
| Classificação geral |                    |                    |           |
| Ciclista | Ciclista           | Equipe             | Tempo     |
| 1. | Miguel Ángel López | Astana             | 21h57m05s |
| 2. | Adam Yates         | Mitchelton-Scott   | + 14s     |
| 3. | Egan Bernal        | Team Sky           | + 17s     |
| 4. | Nairo Quintana     | Movistar Team      | + 25s     |
| 5. | Daniel Martin      | UAE Team Emirates  | + 46s     |
| 6. | Steven Kruijswijk  | Team Jumbo-Visma   | + 56s     |
| 7. | Michael Woods      | EF Education First | + 1m42s   |
| 8. | Romain Bardet      | AG2R La Mondiale   | + 1m44s   |
| 9. | Rafał Majka        | Bora-Hansgrohe     | + 2m27s   |
| 10. | Marc Soler         | Movistar Team      | + 2m36s   |

### 6.ª etapa
| Valls - Vila-seca | média montanha | (169,1 km) |

| \| Classificação por etapas \| Classificação por etapas \| Classificação por etapas \| Classificação por etapas \| Classificação por etapas \| \| Ciclista \| Ciclista \| Equipe \| Tempo \| \| \| ------------------------ \| ------------------------ \| ----------------------------- \| ------------------------ \| ------------------------ \| \| 1. \| Michael Matthews \| Team Sunweb \| 3h56m36s \| \| \| 2. \| Phil Bauhaus \| Bahrain-Merida \| + 0s \| \| \| 3. \| Daryl Impey \| Mitchelton-Scott \| + 0s \| \| \| 4. \| Patrick Bevin \| CCC Team \| + 0s \| \| \| 5. \| Mikel Aristi \| Euskadi Basque Country-Murias \| + 0s \| \| \| 6. \| Hugo Hofstetter \| Cofidis, Solutions Crédits \| + 0s \| \| \| 7. \| Ryan Gibbons \| Dimension Data \| + 0s \| \| \| 8. \| Miguel Ángel López \| Astana \| + 0s \| \| \| 9. \| Rafał Majka \| Bora-Hansgrohe \| + 0s \| \| \| 10. \| Enric Mas \| Deceuninck-Quick Step \| + 0s \| \| |                    |                               |          |
| |                    |                               |          |
| Fonte: ProCyclingStats |                    |                               |          |
| Classificação por etapas |                    |                               |          |
| Ciclista | Ciclista           | Equipe                        | Tempo    |
| 1. | Michael Matthews   | Team Sunweb                   | 3h56m36s |
| 2. | Phil Bauhaus       | Bahrain-Merida                | + 0s     |
| 3. | Daryl Impey        | Mitchelton-Scott              | + 0s     |
| 4. | Patrick Bevin      | CCC Team                      | + 0s     |
| 5. | Mikel Aristi       | Euskadi Basque Country-Murias | + 0s     |
| 6. | Hugo Hofstetter    | Cofidis, Solutions Crédits    | + 0s     |
| 7. | Ryan Gibbons       | Dimension Data                | + 0s     |
| 8. | Miguel Ángel López | Astana                        | + 0s     |
| 9. | Rafał Majka        | Bora-Hansgrohe                | + 0s     |
| 10. | Enric Mas          | Deceuninck-Quick Step         | + 0s     |

| \| Classificação geral \| Classificação geral \| Classificação geral \| Classificação geral \| Classificação geral \| \| Ciclista \| Ciclista \| Equipe \| Tempo \| \| \| ------------------- \| ------------------- \| ------------------- \| ------------------- \| ------------------- \| \| 1. \| Miguel Ángel López \| Astana \| 25h53m41s \| \| \| 2. \| Adam Yates \| Mitchelton-Scott \| + 14s \| \| \| 3. \| Egan Bernal \| Team Sky \| + 17s \| \| \| 4. \| Nairo Quintana \| Movistar Team \| + 25s \| \| \| 5. \| Daniel Martin \| UAE Team Emirates \| + 46s \| \| \| 6. \| Steven Kruijswijk \| Team Jumbo-Visma \| + 56s \| \| \| 7. \| Michael Woods \| EF Education First \| + 1m42s \| \| \| 8. \| Romain Bardet \| AG2R La Mondiale \| + 1m44s \| \| \| 9. \| Rafał Majka \| Bora-Hansgrohe \| + 2m27s \| \| \| 10. \| Marc Soler \| Movistar Team \| + 2m36s \| \| |                    |                    |           |
| |                    |                    |           |
| Fonte: ProCyclingStats |                    |                    |           |
| Classificação geral |                    |                    |           |
| Ciclista | Ciclista           | Equipe             | Tempo     |
| 1. | Miguel Ángel López | Astana             | 25h53m41s |
| 2. | Adam Yates         | Mitchelton-Scott   | + 14s     |
| 3. | Egan Bernal        | Team Sky           | + 17s     |
| 4. | Nairo Quintana     | Movistar Team      | + 25s     |
| 5. | Daniel Martin      | UAE Team Emirates  | + 46s     |
| 6. | Steven Kruijswijk  | Team Jumbo-Visma   | + 56s     |
| 7. | Michael Woods      | EF Education First | + 1m42s   |
| 8. | Romain Bardet      | AG2R La Mondiale   | + 1m44s   |
| 9. | Rafał Majka        | Bora-Hansgrohe     | + 2m27s   |
| 10. | Marc Soler         | Movistar Team      | + 2m36s   |

### 7.ª etapa
| Barcelona - Barcelona | média montanha | (143,1 km) |

| \| Classificação por etapas \| Classificação por etapas \| Classificação por etapas \| Classificação por etapas \| Classificação por etapas \| \| Ciclista \| Ciclista \| Equipe \| Tempo \| \| \| ------------------------ \| ------------------------ \| ------------------------ \| ------------------------ \| ------------------------ \| \| 1. \| Davide Formolo \| Bora-Hansgrohe \| 3h19m41s \| \| \| 2. \| Enric Mas \| Deceuninck-Quick Step \| + 51s \| \| \| 3. \| Maximilian Schachmann \| Bora-Hansgrohe \| + 53s \| \| \| 4. \| Dion Smith \| Mitchelton-Scott \| + 55s \| \| \| 5. \| Alejandro Valverde \| Movistar Team \| + 55s \| \| \| 6. \| Egan Bernal \| Team Sky \| + 55s \| \| \| 7. \| Adam Yates \| Mitchelton-Scott \| + 55s \| \| \| 8. \| Nairo Quintana \| Movistar Team \| + 55s \| \| \| 9. \| Steven Kruijswijk \| Team Jumbo-Visma \| + 55s \| \| \| 10. \| Michael Woods \| EF Education First \| + 55s \| \| |                       |                       |          |
| |                       |                       |          |
| Fonte: ProCyclingStats |                       |                       |          |
| Classificação por etapas |                       |                       |          |
| Ciclista | Ciclista              | Equipe                | Tempo    |
| 1. | Davide Formolo        | Bora-Hansgrohe        | 3h19m41s |
| 2. | Enric Mas             | Deceuninck-Quick Step | + 51s    |
| 3. | Maximilian Schachmann | Bora-Hansgrohe        | + 53s    |
| 4. | Dion Smith            | Mitchelton-Scott      | + 55s    |
| 5. | Alejandro Valverde    | Movistar Team         | + 55s    |
| 6. | Egan Bernal           | Team Sky              | + 55s    |
| 7. | Adam Yates            | Mitchelton-Scott      | + 55s    |
| 8. | Nairo Quintana        | Movistar Team         | + 55s    |
| 9. | Steven Kruijswijk     | Team Jumbo-Visma      | + 55s    |
| 10. | Michael Woods         | EF Education First    | + 55s    |

## Classificações finais
- As classificações finalizaram da seguinte forma:[4]

### Classificação geral
| \| Classificação geral \| Classificação geral \| Classificação geral \| Classificação geral \| Classificação geral \| \| Ciclista \| Ciclista \| Equipe \| Tempo \| \| \| ------------------- \| ------------------- \| --------------------- \| ------------------- \| ------------------- \| \| 1. \| Miguel Ángel López \| Astana \| 29h14m17s \| \| \| 2. \| Adam Yates \| Mitchelton-Scott \| + 14s \| \| \| 3. \| Egan Bernal \| Team Sky \| + 17s \| \| \| 4. \| Nairo Quintana \| Movistar Team \| + 25s \| \| \| 5. \| Steven Kruijswijk \| Team Jumbo-Visma \| + 56s \| \| \| 6. \| Michael Woods \| EF Education First \| + 1m42s \| \| \| 7. \| Rafał Majka \| Bora-Hansgrohe \| + 2m27s \| \| \| 8. \| Guillaume Martin \| Wanty-Gobert \| + 2m41s \| \| \| 9. \| Enric Mas \| Deceuninck-Quick Step \| + 2m49s \| \| \| 10. \| Alejandro Valverde \| Movistar Team \| + 3m02s \| \| |                    |                       |           |
| |                    |                       |           |
| Fonte: ProCyclingStats |                    |                       |           |
| Classificação geral |                    |                       |           |
| Ciclista | Ciclista           | Equipe                | Tempo     |
| 1. | Miguel Ángel López | Astana                | 29h14m17s |
| 2. | Adam Yates         | Mitchelton-Scott      | + 14s     |
| 3. | Egan Bernal        | Team Sky              | + 17s     |
| 4. | Nairo Quintana     | Movistar Team         | + 25s     |
| 5. | Steven Kruijswijk  | Team Jumbo-Visma      | + 56s     |
| 6. | Michael Woods      | EF Education First    | + 1m42s   |
| 7. | Rafał Majka        | Bora-Hansgrohe        | + 2m27s   |
| 8. | Guillaume Martin   | Wanty-Gobert          | + 2m41s   |
| 9. | Enric Mas          | Deceuninck-Quick Step | + 2m49s   |
| 10. | Alejandro Valverde | Movistar Team         | + 3m02s   |

### Classificação da montanha
| Classificação da montanha | Classificação da montanha | Classificação da montanha  | Classificação da montanha | Classificação da montanha |
| Ciclista                  | Ciclista                  | Equipe                     | Pontos                    |                           |
| ------------------------- | ------------------------- | -------------------------- | ------------------------- | ------------------------- |
| 1.                        | Thomas De Gendt           | Lotto-Soudal               | 60 pts                    |                           |
| 2.                        | Carlos Verona             | Movistar Team              | 41 pts                    |                           |
| 3.                        | Gregor Mühlberger         | Bora-Hansgrohe             | 40 pts                    |                           |
| 4.                        | Adam Yates                | Mitchelton-Scott           | 34 pts                    |                           |
| 5.                        | Egan Bernal               | Team Sky                   | 25 pts                    |                           |
| 6.                        | Luis Ángel Maté           | Cofidis, Solutions Crédits | 24 pts                    |                           |
| 7.                        | Pieter Weening            | Roompot-Charles            | 24 pts                    |                           |
| 8.                        | Miguel Ángel López        | Astana                     | 22 pts                    |                           |
| 9.                        | Patrick Bevin             | CCC Team                   | 21 pts                    |                           |
| 10.                       | Davide Formolo            | Bora-Hansgrohe             | 18 pts                    |                           |

### Classificação dos sprints (metas volantes)
| Classificação por velocidade | Classificação por velocidade | Classificação por velocidade | Classificação por velocidade | Classificação por velocidade |
| Ciclista                     | Ciclista                     | Equipe                       | Pontos                       |                              |
| ---------------------------- | ---------------------------- | ---------------------------- | ---------------------------- | ---------------------------- |
| 1.                           | Michael Matthews             | Team Sunweb                  | 29 pts                       |                              |
| 2.                           | Maximilian Schachmann        | Bora-Hansgrohe               | 28 pts                       |                              |
| 3.                           | Thomas De Gendt              | Lotto-Soudal                 | 16 pts                       |                              |
| 4.                           | Davide Formolo               | Bora-Hansgrohe               | 13 pts                       |                              |
| 5.                           | Alejandro Valverde           | Movistar Team                | 11 pts                       |                              |
| 6.                           | Miguel Ángel López           | Astana                       | 10 pts                       |                              |
| 7.                           | Adam Yates                   | Mitchelton-Scott             | 10 pts                       |                              |
| 8.                           | Gregor Mühlberger            | Bora-Hansgrohe               | 8 pts                        |                              |
| 9.                           | Daryl Impey                  | Mitchelton-Scott             | 8 pts                        |                              |
| 10.                          | Egan Bernal                  | Team Sky                     | 7 pts                        |                              |

### Classificação dos jovens
| Classificação dos jovens | Classificação dos jovens | Classificação dos jovens | Classificação dos jovens | Classificação dos jovens |
| Ciclista                 | Ciclista                 | Equipe                   | Tempo                    |                          |
| ------------------------ | ------------------------ | ------------------------ | ------------------------ | ------------------------ |
| 1.                       | Miguel Ángel López       | Astana                   | 29h14m17s                |                          |
| 2.                       | Egan Bernal              | Team Sky                 | + 17s                    |                          |
| 3.                       | Enric Mas                | Deceuninck-Quick Step    | + 2m49s                  |                          |
| 4.                       | Maximilian Schachmann    | Bora-Hansgrohe           | + 3m15s                  |                          |
| 5.                       | Odd Christian Eiking     | Wanty-Gobert             | + 7m07s                  |                          |
| 6.                       | James Knox               | Deceuninck-Quick Step    | + 13m55s                 |                          |
| 7.                       | Merhawi Kudus            | Astana                   | + 15m57s                 |                          |
| 8.                       | Giulio Ciccone           | Trek-Segafredo           | + 17m20s                 |                          |
| 9.                       | Pavel Sivakov            | Team Sky                 | + 18m19s                 |                          |
| 10.                      | Gregor Mühlberger        | Bora-Hansgrohe           | + 24m58s                 |                          |

### Classificação por equipas
| Classificação por equipes | Classificação por equipes     | Classificação por equipes | Classificação por equipes |
| Equipe                    | Equipe                        | Tempo                     |                           |
| ------------------------- | ----------------------------- | ------------------------- | ------------------------- |
| 1.                        | Movistar Team                 | 87h49m11s                 |                           |
| 2.                        | Bora-hansgrohe                | + 5m13s                   |                           |
| 3.                        | Astana                        | + 10m12s                  |                           |
| 4.                        | Wanty-Groupe Gobert           | + 16m39s                  |                           |
| 5.                        | Mitchelton-Scott              | + 16m42s                  |                           |
| 6.                        | EF Education First            | + 23m07s                  |                           |
| 7.                        | Sky                           | + 30m12s                  |                           |
| 8.                        | Euskadi Basque Country-Murias | + 33m55s                  |                           |
| 9.                        | Cofidis, Solutions Crédits    | + 34m48s                  |                           |
| 10.                       | AG2R La Mondiale              | + 35m41s                  |                           |

## Evolução das classificações
| Etapa                 | Vencedor              | Classificação geral | Classificação da montanha | Classificação dos sprints | Classificação dos jovens | Classificação por equipas |
| --------------------- | --------------------- | ------------------- | ------------------------- | ------------------------- | ------------------------ | ------------------------- |
| 1.ª                   | Thomas de Gendt       | Thomas de Gendt     | Thomas de Gendt           | Thomas de Gendt           | Maximilian Schachmann    | Lotto Soudal              |
| 2.ª                   | Michael Matthews      | Thomas de Gendt     | Thomas de Gendt           | Thomas de Gendt           | Maximilian Schachmann    | Lotto Soudal              |
| 3.ª                   | Adam Yates            | Thomas de Gendt     | Thomas de Gendt           | Thomas de Gendt           | Egan Bernal              | Movistar                  |
| 4.ª                   | Miguel Ángel López    | Miguel Ángel López  | Thomas de Gendt           | Thomas de Gendt           | Miguel Ángel López       | Movistar                  |
| 5.ª                   | Maximilian Schachmann | Miguel Ángel López  | Thomas de Gendt           | Maximilian Schachmann     | Miguel Ángel López       | Movistar                  |
| 6.ª                   | Michael Matthews      | Miguel Ángel López  | Thomas de Gendt           | Michael Matthews          | Miguel Ángel López       | Movistar                  |
| 7.ª                   | Davide Formolo        | Miguel Ángel López  | Thomas de Gendt           | Michael Matthews          | Miguel Ángel López       | Movistar                  |
| Classificações finais | Classificações finais | Miguel Ángel López  | Thomas de Gendt           | Michael Matthews          | Miguel Ángel López       | Movistar                  |

## Ciclistas participantes e posições finais
| Movistar Team MOV | Movistar Team MOV                  | Movistar Team MOV |
| ----------------- | ---------------------------------- | ----------------- |
| Num               | Ciclista                           | Pos               |
| 1                 | Alejandro Valverde (ESP) (estrada) | 10.               |
| 2                 | Nairo Quintana (COL)               | 4.                |
| 3                 | Richard Carapaz (ECU)              | 26.               |
| 4                 | Carlos Verona (ESP)                | 52.               |
| 5                 | Andrey Amador (CRC)                | 84.               |
| 6                 | Imanol Erviti (ESP)                | 85.               |
| 7                 | Marc Soler (ESP)                   | DNF-7             |

| Deceuninck-Quick Step DQT | Deceuninck-Quick Step DQT | Deceuninck-Quick Step DQT |
| ------------------------- | ------------------------- | ------------------------- |
| Num                       | Ciclista                  | Pos                       |
| 11                        | Enric Mas (ESP)           | 9.                        |
| 12                        | Álvaro Hodeg (COL)        | DNF-5                     |
| 13                        | James Knox (GBR)          | 25.                       |
| 14                        | Dries Devenyns (BEL)      | DNF-7                     |
| 15                        | Eros Capecchi (ITA)       | DNF-7                     |
| 16                        | Fabio Sabatini (ITA)      | DNF-7                     |
| 17                        | Petr Vakoč (CZE)          | 95.                       |

| Team Sky SKY | Team Sky SKY           | Team Sky SKY |
| ------------ | ---------------------- | ------------ |
| Num          | Ciclista               | Pos          |
| 21           | Chris Froome (GBR)     | 94.          |
| 22           | Egan Bernal (COL)      | 3.           |
| 23           | Iván Ramiro Sosa (COL) | 41.          |
| 24           | Pavel Sivakov (RUS)    | 30.          |
| 25           | Jhonatan Narváez (ECU) | 63.          |
| 26           | Sebastián Henao (COL)  | 49.          |
| 27           | Christian Knees (GER)  | DNF-7        |

| Bora-Hansgrohe BOH | Bora-Hansgrohe BOH          | Bora-Hansgrohe BOH |
| ------------------ | --------------------------- | ------------------ |
| Num                | Ciclista                    | Pos                |
| 31                 | Maximilian Schachmann (GER) | 12.                |
| 32                 | Davide Formolo (ITA)        | 20.                |
| 33                 | Rafał Majka (POL)           | 7.                 |
| 34                 | Erik Baška (SVK)            | DNF-2              |
| 35                 | Gregor Mühlberger (AUT)     | 39.                |
| 36                 | Jay McCarthy (AUS)          | DNF-7              |
| 37                 | Andreas Schillinger (GER)   | DNF-7              |

| Mitchelton-Scott MTS | Mitchelton-Scott MTS        | Mitchelton-Scott MTS |
| -------------------- | --------------------------- | -------------------- |
| Num                  | Ciclista                    | Pos                  |
| 41                   | Simon Yates (GBR)           | 13.                  |
| 42                   | Daryl Impey (RSA) (estrada) | 66.                  |
| 43                   | Adam Yates (GBR)            | 2.                   |
| 44                   | Dion Smith (NZL)            | 54.                  |
| 45                   | Michael Albasini (SUI)      | DNF-7                |
| 46                   | Tsgabu Grmay (ETH)          | 51.                  |
| 47                   | Esteban Chaves (COL)        | 34.                  |

| Astana AST | Astana AST                    | Astana AST |
| ---------- | ----------------------------- | ---------- |
| Num        | Ciclista                      | Pos        |
| 51         | Miguel Ángel López (COL)      | 1.         |
| 52         | Pello Bilbao (ESP)            | 28.        |
| 53         | Merhawi Kudus (ERI) (estrada) | 27.        |
| 54         | Davide Villella (ITA)         | 45.        |
| 55         | Andrey Zeits (KAZ)            | 22.        |
| 56         | Rodrigo Contreras (COL)       | DNF-7      |
| 57         | Jonas Gregaard (DEN)          | 88.        |

| Bahrain-Merida TBM | Bahrain-Merida TBM        | Bahrain-Merida TBM |
| ------------------ | ------------------------- | ------------------ |
| Num                | Ciclista                  | Pos                |
| 61                 | Damiano Caruso (ITA)      | 19.                |
| 62                 | Hermann Pernsteiner (AUT) | 14.                |
| 63                 | Grega Bole (SLO)          | 73.                |
| 64                 | Andrea Garosio (ITA)      | 67.                |
| 65                 | Phil Bauhaus (GER)        | DNF-7              |
| 66                 | Antonio Nibali (ITA)      | 83.                |
| 67                 | Valerio Agnoli (ITA)      | DNF-7              |

| Team Sunweb SUN | Team Sunweb SUN        | Team Sunweb SUN |
| --------------- | ---------------------- | --------------- |
| Num             | Ciclista               | Pos             |
| 71              | Michael Matthews (AUS) | 59.             |
| 72              | Wilco Kelderman (NED)  | DNF-5           |
| 73              | Robert Power (AUS)     | 99.             |
| 74              | Chris Hamilton (AUS)   | DNF-7           |
| 75              | Jan Bakelants (BEL)    | 65.             |
| 76              | Michael Storer (AUS)   | DNF-7           |
| 77              | Lennard Kämna (GER)    | 80.             |

| Team Jumbo-Visma TJV | Team Jumbo-Visma TJV    | Team Jumbo-Visma TJV |
| -------------------- | ----------------------- | -------------------- |
| Num                  | Ciclista                | Pos                  |
| 81                   | Steven Kruijswijk (NED) | 5.                   |
| 82                   | Antwan Tolhoek (NED)    | DNF-7                |
| 83                   | Sepp Kuss (USA)         | DNF-7                |
| 84                   | Floris De Tier (BEL)    | 47.                  |
| 85                   | Tom Leezer (NED)        | DNF-7                |
| 86                   | Lennard Hofstede (NED)  | 60.                  |
| 87                   | Bert-Jan Lindeman (NED) | DNF-7                |

| AG2R La Mondiale ALM | AG2R La Mondiale ALM    | AG2R La Mondiale ALM |
| -------------------- | ----------------------- | -------------------- |
| Num                  | Ciclista                | Pos                  |
| 91                   | Romain Bardet (FRA)     | DNF-7                |
| 92                   | Tony Gallopin (FRA)     | DNF-7                |
| 93                   | François Bidard (FRA)   | 57.                  |
| 94                   | Alexis Gougeard (FRA)   | 91.                  |
| 95                   | Geoffrey Bouchard (FRA) | 76.                  |
| 96                   | Axel Domont (FRA)       | DNF-5                |
| 97                   | Ben Gastauer (LUX)      | 55.                  |

| UAE Team Emirates UAD | UAE Team Emirates UAD       | UAE Team Emirates UAD |
| --------------------- | --------------------------- | --------------------- |
| Num                   | Ciclista                    | Pos                   |
| 101                   | Daniel Martin (IRL)         | 23.                   |
| 102                   | Aleksandr Riabushenko (BLR) | 92.                   |
| 103                   | Rui Oliveira (POR)          | DNF-4                 |
| 104                   | Edward Ravasi (ITA)         | 72.                   |
| 105                   | Simone Petilli (ITA)        | 48.                   |
| 106                   | Cristian Camilo Muñoz (COL) | 58.                   |
| 107                   | Rory Sutherland (AUS)       | 87.                   |

| Trek-Segafredo TFS | Trek-Segafredo TFS      | Trek-Segafredo TFS |
| ------------------ | ----------------------- | ------------------ |
| Num                | Ciclista                | Pos                |
| 111                | Richie Porte (AUS)      | 38.                |
| 112                | Giulio Ciccone (ITA)    | 29.                |
| 113                | Michael Gogl (AUT)      | DNF-4              |
| 114                | Peter Stetina (USA)     | 61.                |
| 115                | Niklas Eg (DEN)         | 77.                |
| 116                | Jarlinson Pantano (COL) | DNF-1              |
| 117                | William Clarke (AUS)    | DNF-4              |

| Groupama-FDJ GFC | Groupama-FDJ GFC                 | Groupama-FDJ GFC |
| ---------------- | -------------------------------- | ---------------- |
| Num              | Ciclista                         | Pos              |
| 121              | Thibaut Pinot (FRA)              | 11.              |
| 122              | Sébastien Reichenbach (SUI)      | 33.              |
| 123              | Tobias Ludvigsson (SWE)          | 56.              |
| 124              | Kilian Frankiny (SUI)            | 86.              |
| 125              | Steve Morabito (SUI) (estrada)   | DNF-1            |
| 126              | Antoine Duchesne (CAN) (estrada) | 98.              |
| 127              | Benoît Vaugrenard (FRA)          | DNF-7            |

| Lotto-Soudal LTS | Lotto-Soudal LTS      | Lotto-Soudal LTS |
| ---------------- | --------------------- | ---------------- |
| Num              | Ciclista              | Pos              |
| 131              | Jelle Vanendert (BEL) | 74.              |
| 132              | Bjorg Lambrecht (BEL) | 44.              |
| 133              | Thomas De Gendt (BEL) | 36.              |
| 134              | Maxime Monfort (BEL)  | NP-5             |
| 135              | Rémy Mertz (BEL)      | DNF-4            |
| 136              | Sander Armée (BEL)    | 96.              |
| 137              | Harm Vanhoucke (BEL)  | DNF-7            |

| EF Education First EF1 | EF Education First EF1   | EF Education First EF1 |
| ---------------------- | ------------------------ | ---------------------- |
| Num                    | Ciclista                 | Pos                    |
| 141                    | Michael Woods (CAN)      | 6.                     |
| 142                    | Tejay van Garderen (USA) | DNF-7                  |
| 143                    | Hugh Carthy (GBR)        | DNF-7                  |
| 144                    | Tanel Kangert (EST)      | 40.                    |
| 145                    | Jonathan Caicedo (ECU)   | DNF-7                  |
| 146                    | Joe Dombrowski (USA)     | 21.                    |
| 147                    | Nathan Brown (USA)       | 75.                    |

| Katusha-Alpecin TKA | Katusha-Alpecin TKA   | Katusha-Alpecin TKA |
| ------------------- | --------------------- | ------------------- |
| Num                 | Ciclista              | Pos                 |
| 151                 | Nathan Haas (AUS)     | DNF-3               |
| 152                 | Ilnur Zakarin (RUS)   | 17.                 |
| 153                 | Simon Špilak (SLO)    | DNF-4               |
| 154                 | Daniel Navarro (ESP)  | 46.                 |
| 155                 | Steff Cras (BEL)      | DNF-7               |
| 156                 | Matteo Fabbro (ITA)   | 71.                 |
| 157                 | Pavel Kochetkov (RUS) | DNF-7               |

| Dimension Data TDD | Dimension Data TDD               | Dimension Data TDD |
| ------------------ | -------------------------------- | ------------------ |
| Num                | Ciclista                         | Pos                |
| 161                | Enrico Gasparotto (ITA)          | NP-5               |
| 162                | Gino Mäder (SUI)                 | DNF-2              |
| 163                | Ryan Gibbons (RSA)               | DNF-7              |
| 164                | Ben O'Connor (AUS)               | DNF-7              |
| 165                | Amanuel Gebrezgabihier (ERI)     | 100.               |
| 166                | Danilo Wyss (SUI)                | 93.                |
| 167                | Jacques Janse van Rensburg (RSA) | DNF-7              |

| CCC Team CPT | CCC Team CPT          | CCC Team CPT |
| ------------ | --------------------- | ------------ |
| Num          | Ciclista              | Pos          |
| 171          | Patrick Bevin (NZL)   | 32.          |
| 172          | Josef Černý (CZE)     | DNF-7        |
| 173          | Riccardo Zoidl (AUT)  | 35.          |
| 174          | Łukasz Owsian (POL)   | DNF-7        |
| 175          | Joey Rosskopf (USA)   | NP-3         |
| 176          | Simon Geschke (GER)   | DNF-7        |
| 177          | Laurens ten Dam (NED) | 31.          |

| Burgos-BH BBH | Burgos-BH BBH        | Burgos-BH BBH |
| ------------- | -------------------- | ------------- |
| Num           | Ciclista             | Pos           |
| 181           | Ricardo Vilela (POR) | 68.           |
| 182           | Ángel Madrazo (ESP)  | DNF-7         |
| 183           | Diego Rubio (ESP)    | DNF-7         |
| 184           | José Fernandes (POR) | DNF-4         |
| 185           | Óscar Cabedo (ESP)   | DNF-6         |
| 186           | James Mitri (NZL)    | DNF-7         |
| 187           | Jorge Cubero (ESP)   | DNF-1         |

| Caja Rural-Seguros RGA CJR | Caja Rural-Seguros RGA CJR         | Caja Rural-Seguros RGA CJR |
| -------------------------- | ---------------------------------- | -------------------------- |
| Num                        | Ciclista                           | Pos                        |
| 191                        | Domingos Gonçalves (POR) (estrada) | DNF-1                      |
| 192                        | Alan Banaszek (POL)                | DNF-3                      |
| 193                        | Cristián Rodríguez (ESP)           | DNF-7                      |
| 194                        | Gonzalo Serrano Rodríguez (ESP)    |                            |
| 195                        | Álvaro Cuadros (ESP)               | NP-6                       |
| 196                        | Nelson Soto (COL)                  | DNF-7                      |
| 197                        | Sebastián Mora (ESP)               | DNF-7                      |

| Cofidis, Solutions Crédits COF | Cofidis, Solutions Crédits COF | Cofidis, Solutions Crédits COF |
| ------------------------------ | ------------------------------ | ------------------------------ |
| Num                            | Ciclista                       | Pos                            |
| 201                            | Jesús Herrada (ESP)            | 42.                            |
| 202                            | Hugo Hofstetter (FRA)          | NP-3                           |
| 203                            | Jesper Hansen (DEN)            | NP-3                           |
| 204                            | José Herrada (ESP)             | DNF-2                          |
| 205                            | Natnael Berhane (ERI)          | DNF-7                          |
| 206                            | Luis Ángel Maté (ESP)          | 18.                            |
| 207                            | Darwin Atapuma (COL)           | 16.                            |

| Euskadi Basque Country-Murias EUS | Euskadi Basque Country-Murias EUS  | Euskadi Basque Country-Murias EUS |
| --------------------------------- | ---------------------------------- | --------------------------------- |
| Num                               | Ciclista                           | Pos                               |
| 211                               | Fernando Barceló (ESP)             | 53.                               |
| 212                               | Mikel Bizkarra (ESP)               | 43.                               |
| 213                               | Garikoitz Bravo (ESP)              | DNF-7                             |
| 214                               | Óscar Rodríguez Garaicoechea (ESP) | DNF-7                             |
| 215                               | Mikel Aristi (ESP)                 | DNF-7                             |
| 216                               | Mikel Iturria (ESP)                | 79.                               |
| 217                               | Sergio Samitier (ESP)              | 97.                               |

| Roompot-Charles ROC | Roompot-Charles ROC      | Roompot-Charles ROC |
| ------------------- | ------------------------ | ------------------- |
| Num                 | Ciclista                 | Pos                 |
| 221                 | Pieter Weening (NED)     | 78.                 |
| 222                 | Huub Duyn (NED)          | DNF-3               |
| 223                 | Oscar Riesebeek (NED)    | 89.                 |
| 224                 | Nick van der Lijke (NED) | 70.                 |
| 225                 | Maurits Lammertink (NED) | 69.                 |
| 226                 | Mathias De Witte (BEL)   | 82.                 |
| 227                 | Arjen Livyns (BEL)       | DNF-1               |

| Arkéa-Samsic PCB | Arkéa-Samsic PCB        | Arkéa-Samsic PCB |
| ---------------- | ----------------------- | ---------------- |
| Num              | Ciclista                | Pos              |
| 231              | André Greipel (GER)     | NP-6             |
| 232              | Warren Barguil (FRA)    | DNF-7            |
| 233              | Anthony Delaplace (FRA) | 90.              |
| 234              | Kévin Ledanois (FRA)    | 62.              |
| 235              | Brice Feillu (FRA)      | 81.              |
| 236              | Florian Vachon (FRA)    | DNF-6            |
| 237              | Amaël Moinard (FRA)     | 64.              |

| Wanty-Gobert WGG | Wanty-Gobert WGG           | Wanty-Gobert WGG |
| ---------------- | -------------------------- | ---------------- |
| Num              | Ciclista                   | Pos              |
| 241              | Guillaume Martin (FRA)     | 8.               |
| 242              | Xandro Meurisse (BEL)      | NP-4             |
| 243              | Thomas Degand (BEL)        | 37.              |
| 244              | Odd Christian Eiking (NOR) | 15.              |
| 245              | Fabien Doubey (FRA)        | 24.              |
| 246              | Marco Minnaard (NED)       | 50.              |
| 247              | Bart De Clercq (BEL)       | DNF-7            |

| Movistar Team MOV | Movistar Team MOV                  | Movistar Team MOV |
| ----------------- | ---------------------------------- | ----------------- |
| Num               | Ciclista                           | Pos               |
| 1                 | Alejandro Valverde (ESP) (estrada) | 10.               |
| 2                 | Nairo Quintana (COL)               | 4.                |
| 3                 | Richard Carapaz (ECU)              | 26.               |
| 4                 | Carlos Verona (ESP)                | 52.               |
| 5                 | Andrey Amador (CRC)                | 84.               |
| 6                 | Imanol Erviti (ESP)                | 85.               |
| 7                 | Marc Soler (ESP)                   | DNF-7             |

| Deceuninck-Quick Step DQT | Deceuninck-Quick Step DQT | Deceuninck-Quick Step DQT |
| ------------------------- | ------------------------- | ------------------------- |
| Num                       | Ciclista                  | Pos                       |
| 11                        | Enric Mas (ESP)           | 9.                        |
| 12                        | Álvaro Hodeg (COL)        | DNF-5                     |
| 13                        | James Knox (GBR)          | 25.                       |
| 14                        | Dries Devenyns (BEL)      | DNF-7                     |
| 15                        | Eros Capecchi (ITA)       | DNF-7                     |
| 16                        | Fabio Sabatini (ITA)      | DNF-7                     |
| 17                        | Petr Vakoč (CZE)          | 95.                       |

| Team Sky SKY | Team Sky SKY           | Team Sky SKY |
| ------------ | ---------------------- | ------------ |
| Num          | Ciclista               | Pos          |
| 21           | Chris Froome (GBR)     | 94.          |
| 22           | Egan Bernal (COL)      | 3.           |
| 23           | Iván Ramiro Sosa (COL) | 41.          |
| 24           | Pavel Sivakov (RUS)    | 30.          |
| 25           | Jhonatan Narváez (ECU) | 63.          |
| 26           | Sebastián Henao (COL)  | 49.          |
| 27           | Christian Knees (GER)  | DNF-7        |

| Bora-Hansgrohe BOH | Bora-Hansgrohe BOH          | Bora-Hansgrohe BOH |
| ------------------ | --------------------------- | ------------------ |
| Num                | Ciclista                    | Pos                |
| 31                 | Maximilian Schachmann (GER) | 12.                |
| 32                 | Davide Formolo (ITA)        | 20.                |
| 33                 | Rafał Majka (POL)           | 7.                 |
| 34                 | Erik Baška (SVK)            | DNF-2              |
| 35                 | Gregor Mühlberger (AUT)     | 39.                |
| 36                 | Jay McCarthy (AUS)          | DNF-7              |
| 37                 | Andreas Schillinger (GER)   | DNF-7              |

| Mitchelton-Scott MTS | Mitchelton-Scott MTS        | Mitchelton-Scott MTS |
| -------------------- | --------------------------- | -------------------- |
| Num                  | Ciclista                    | Pos                  |
| 41                   | Simon Yates (GBR)           | 13.                  |
| 42                   | Daryl Impey (RSA) (estrada) | 66.                  |
| 43                   | Adam Yates (GBR)            | 2.                   |
| 44                   | Dion Smith (NZL)            | 54.                  |
| 45                   | Michael Albasini (SUI)      | DNF-7                |
| 46                   | Tsgabu Grmay (ETH)          | 51.                  |
| 47                   | Esteban Chaves (COL)        | 34.                  |

| Astana AST | Astana AST                    | Astana AST |
| ---------- | ----------------------------- | ---------- |
| Num        | Ciclista                      | Pos        |
| 51         | Miguel Ángel López (COL)      | 1.         |
| 52         | Pello Bilbao (ESP)            | 28.        |
| 53         | Merhawi Kudus (ERI) (estrada) | 27.        |
| 54         | Davide Villella (ITA)         | 45.        |
| 55         | Andrey Zeits (KAZ)            | 22.        |
| 56         | Rodrigo Contreras (COL)       | DNF-7      |
| 57         | Jonas Gregaard (DEN)          | 88.        |

| Bahrain-Merida TBM | Bahrain-Merida TBM        | Bahrain-Merida TBM |
| ------------------ | ------------------------- | ------------------ |
| Num                | Ciclista                  | Pos                |
| 61                 | Damiano Caruso (ITA)      | 19.                |
| 62                 | Hermann Pernsteiner (AUT) | 14.                |
| 63                 | Grega Bole (SLO)          | 73.                |
| 64                 | Andrea Garosio (ITA)      | 67.                |
| 65                 | Phil Bauhaus (GER)        | DNF-7              |
| 66                 | Antonio Nibali (ITA)      | 83.                |
| 67                 | Valerio Agnoli (ITA)      | DNF-7              |

| Team Sunweb SUN | Team Sunweb SUN        | Team Sunweb SUN |
| --------------- | ---------------------- | --------------- |
| Num             | Ciclista               | Pos             |
| 71              | Michael Matthews (AUS) | 59.             |
| 72              | Wilco Kelderman (NED)  | DNF-5           |
| 73              | Robert Power (AUS)     | 99.             |
| 74              | Chris Hamilton (AUS)   | DNF-7           |
| 75              | Jan Bakelants (BEL)    | 65.             |
| 76              | Michael Storer (AUS)   | DNF-7           |
| 77              | Lennard Kämna (GER)    | 80.             |

| Team Jumbo-Visma TJV | Team Jumbo-Visma TJV    | Team Jumbo-Visma TJV |
| -------------------- | ----------------------- | -------------------- |
| Num                  | Ciclista                | Pos                  |
| 81                   | Steven Kruijswijk (NED) | 5.                   |
| 82                   | Antwan Tolhoek (NED)    | DNF-7                |
| 83                   | Sepp Kuss (USA)         | DNF-7                |
| 84                   | Floris De Tier (BEL)    | 47.                  |
| 85                   | Tom Leezer (NED)        | DNF-7                |
| 86                   | Lennard Hofstede (NED)  | 60.                  |
| 87                   | Bert-Jan Lindeman (NED) | DNF-7                |

| AG2R La Mondiale ALM | AG2R La Mondiale ALM    | AG2R La Mondiale ALM |
| -------------------- | ----------------------- | -------------------- |
| Num                  | Ciclista                | Pos                  |
| 91                   | Romain Bardet (FRA)     | DNF-7                |
| 92                   | Tony Gallopin (FRA)     | DNF-7                |
| 93                   | François Bidard (FRA)   | 57.                  |
| 94                   | Alexis Gougeard (FRA)   | 91.                  |
| 95                   | Geoffrey Bouchard (FRA) | 76.                  |
| 96                   | Axel Domont (FRA)       | DNF-5                |
| 97                   | Ben Gastauer (LUX)      | 55.                  |

| UAE Team Emirates UAD | UAE Team Emirates UAD       | UAE Team Emirates UAD |
| --------------------- | --------------------------- | --------------------- |
| Num                   | Ciclista                    | Pos                   |
| 101                   | Daniel Martin (IRL)         | 23.                   |
| 102                   | Aleksandr Riabushenko (BLR) | 92.                   |
| 103                   | Rui Oliveira (POR)          | DNF-4                 |
| 104                   | Edward Ravasi (ITA)         | 72.                   |
| 105                   | Simone Petilli (ITA)        | 48.                   |
| 106                   | Cristian Camilo Muñoz (COL) | 58.                   |
| 107                   | Rory Sutherland (AUS)       | 87.                   |

| Trek-Segafredo TFS | Trek-Segafredo TFS      | Trek-Segafredo TFS |
| ------------------ | ----------------------- | ------------------ |
| Num                | Ciclista                | Pos                |
| 111                | Richie Porte (AUS)      | 38.                |
| 112                | Giulio Ciccone (ITA)    | 29.                |
| 113                | Michael Gogl (AUT)      | DNF-4              |
| 114                | Peter Stetina (USA)     | 61.                |
| 115                | Niklas Eg (DEN)         | 77.                |
| 116                | Jarlinson Pantano (COL) | DNF-1              |
| 117                | William Clarke (AUS)    | DNF-4              |

| Groupama-FDJ GFC | Groupama-FDJ GFC                 | Groupama-FDJ GFC |
| ---------------- | -------------------------------- | ---------------- |
| Num              | Ciclista                         | Pos              |
| 121              | Thibaut Pinot (FRA)              | 11.              |
| 122              | Sébastien Reichenbach (SUI)      | 33.              |
| 123              | Tobias Ludvigsson (SWE)          | 56.              |
| 124              | Kilian Frankiny (SUI)            | 86.              |
| 125              | Steve Morabito (SUI) (estrada)   | DNF-1            |
| 126              | Antoine Duchesne (CAN) (estrada) | 98.              |
| 127              | Benoît Vaugrenard (FRA)          | DNF-7            |

| Lotto-Soudal LTS | Lotto-Soudal LTS      | Lotto-Soudal LTS |
| ---------------- | --------------------- | ---------------- |
| Num              | Ciclista              | Pos              |
| 131              | Jelle Vanendert (BEL) | 74.              |
| 132              | Bjorg Lambrecht (BEL) | 44.              |
| 133              | Thomas De Gendt (BEL) | 36.              |
| 134              | Maxime Monfort (BEL)  | NP-5             |
| 135              | Rémy Mertz (BEL)      | DNF-4            |
| 136              | Sander Armée (BEL)    | 96.              |
| 137              | Harm Vanhoucke (BEL)  | DNF-7            |

| EF Education First EF1 | EF Education First EF1   | EF Education First EF1 |
| ---------------------- | ------------------------ | ---------------------- |
| Num                    | Ciclista                 | Pos                    |
| 141                    | Michael Woods (CAN)      | 6.                     |
| 142                    | Tejay van Garderen (USA) | DNF-7                  |
| 143                    | Hugh Carthy (GBR)        | DNF-7                  |
| 144                    | Tanel Kangert (EST)      | 40.                    |
| 145                    | Jonathan Caicedo (ECU)   | DNF-7                  |
| 146                    | Joe Dombrowski (USA)     | 21.                    |
| 147                    | Nathan Brown (USA)       | 75.                    |

| Katusha-Alpecin TKA | Katusha-Alpecin TKA   | Katusha-Alpecin TKA |
| ------------------- | --------------------- | ------------------- |
| Num                 | Ciclista              | Pos                 |
| 151                 | Nathan Haas (AUS)     | DNF-3               |
| 152                 | Ilnur Zakarin (RUS)   | 17.                 |
| 153                 | Simon Špilak (SLO)    | DNF-4               |
| 154                 | Daniel Navarro (ESP)  | 46.                 |
| 155                 | Steff Cras (BEL)      | DNF-7               |
| 156                 | Matteo Fabbro (ITA)   | 71.                 |
| 157                 | Pavel Kochetkov (RUS) | DNF-7               |

| Dimension Data TDD | Dimension Data TDD               | Dimension Data TDD |
| ------------------ | -------------------------------- | ------------------ |
| Num                | Ciclista                         | Pos                |
| 161                | Enrico Gasparotto (ITA)          | NP-5               |
| 162                | Gino Mäder (SUI)                 | DNF-2              |
| 163                | Ryan Gibbons (RSA)               | DNF-7              |
| 164                | Ben O'Connor (AUS)               | DNF-7              |
| 165                | Amanuel Gebrezgabihier (ERI)     | 100.               |
| 166                | Danilo Wyss (SUI)                | 93.                |
| 167                | Jacques Janse van Rensburg (RSA) | DNF-7              |

| CCC Team CPT | CCC Team CPT          | CCC Team CPT |
| ------------ | --------------------- | ------------ |
| Num          | Ciclista              | Pos          |
| 171          | Patrick Bevin (NZL)   | 32.          |
| 172          | Josef Černý (CZE)     | DNF-7        |
| 173          | Riccardo Zoidl (AUT)  | 35.          |
| 174          | Łukasz Owsian (POL)   | DNF-7        |
| 175          | Joey Rosskopf (USA)   | NP-3         |
| 176          | Simon Geschke (GER)   | DNF-7        |
| 177          | Laurens ten Dam (NED) | 31.          |

| Burgos-BH BBH | Burgos-BH BBH        | Burgos-BH BBH |
| ------------- | -------------------- | ------------- |
| Num           | Ciclista             | Pos           |
| 181           | Ricardo Vilela (POR) | 68.           |
| 182           | Ángel Madrazo (ESP)  | DNF-7         |
| 183           | Diego Rubio (ESP)    | DNF-7         |
| 184           | José Fernandes (POR) | DNF-4         |
| 185           | Óscar Cabedo (ESP)   | DNF-6         |
| 186           | James Mitri (NZL)    | DNF-7         |
| 187           | Jorge Cubero (ESP)   | DNF-1         |

| Caja Rural-Seguros RGA CJR | Caja Rural-Seguros RGA CJR         | Caja Rural-Seguros RGA CJR |
| -------------------------- | ---------------------------------- | -------------------------- |
| Num                        | Ciclista                           | Pos                        |
| 191                        | Domingos Gonçalves (POR) (estrada) | DNF-1                      |
| 192                        | Alan Banaszek (POL)                | DNF-3                      |
| 193                        | Cristián Rodríguez (ESP)           | DNF-7                      |
| 194                        | Gonzalo Serrano Rodríguez (ESP)    |                            |
| 195                        | Álvaro Cuadros (ESP)               | NP-6                       |
| 196                        | Nelson Soto (COL)                  | DNF-7                      |
| 197                        | Sebastián Mora (ESP)               | DNF-7                      |

| Cofidis, Solutions Crédits COF | Cofidis, Solutions Crédits COF | Cofidis, Solutions Crédits COF |
| ------------------------------ | ------------------------------ | ------------------------------ |
| Num                            | Ciclista                       | Pos                            |
| 201                            | Jesús Herrada (ESP)            | 42.                            |
| 202                            | Hugo Hofstetter (FRA)          | NP-3                           |
| 203                            | Jesper Hansen (DEN)            | NP-3                           |
| 204                            | José Herrada (ESP)             | DNF-2                          |
| 205                            | Natnael Berhane (ERI)          | DNF-7                          |
| 206                            | Luis Ángel Maté (ESP)          | 18.                            |
| 207                            | Darwin Atapuma (COL)           | 16.                            |

| Euskadi Basque Country-Murias EUS | Euskadi Basque Country-Murias EUS  | Euskadi Basque Country-Murias EUS |
| --------------------------------- | ---------------------------------- | --------------------------------- |
| Num                               | Ciclista                           | Pos                               |
| 211                               | Fernando Barceló (ESP)             | 53.                               |
| 212                               | Mikel Bizkarra (ESP)               | 43.                               |
| 213                               | Garikoitz Bravo (ESP)              | DNF-7                             |
| 214                               | Óscar Rodríguez Garaicoechea (ESP) | DNF-7                             |
| 215                               | Mikel Aristi (ESP)                 | DNF-7                             |
| 216                               | Mikel Iturria (ESP)                | 79.                               |
| 217                               | Sergio Samitier (ESP)              | 97.                               |

| Roompot-Charles ROC | Roompot-Charles ROC      | Roompot-Charles ROC |
| ------------------- | ------------------------ | ------------------- |
| Num                 | Ciclista                 | Pos                 |
| 221                 | Pieter Weening (NED)     | 78.                 |
| 222                 | Huub Duyn (NED)          | DNF-3               |
| 223                 | Oscar Riesebeek (NED)    | 89.                 |
| 224                 | Nick van der Lijke (NED) | 70.                 |
| 225                 | Maurits Lammertink (NED) | 69.                 |
| 226                 | Mathias De Witte (BEL)   | 82.                 |
| 227                 | Arjen Livyns (BEL)       | DNF-1               |

| Arkéa-Samsic PCB | Arkéa-Samsic PCB        | Arkéa-Samsic PCB |
| ---------------- | ----------------------- | ---------------- |
| Num              | Ciclista                | Pos              |
| 231              | André Greipel (GER)     | NP-6             |
| 232              | Warren Barguil (FRA)    | DNF-7            |
| 233              | Anthony Delaplace (FRA) | 90.              |
| 234              | Kévin Ledanois (FRA)    | 62.              |
| 235              | Brice Feillu (FRA)      | 81.              |
| 236              | Florian Vachon (FRA)    | DNF-6            |
| 237              | Amaël Moinard (FRA)     | 64.              |

| Wanty-Gobert WGG | Wanty-Gobert WGG           | Wanty-Gobert WGG |
| ---------------- | -------------------------- | ---------------- |
| Num              | Ciclista                   | Pos              |
| 241              | Guillaume Martin (FRA)     | 8.               |
| 242              | Xandro Meurisse (BEL)      | NP-4             |
| 243              | Thomas Degand (BEL)        | 37.              |
| 244              | Odd Christian Eiking (NOR) | 15.              |
| 245              | Fabien Doubey (FRA)        | 24.              |
| 246              | Marco Minnaard (NED)       | 50.              |
| 247              | Bart De Clercq (BEL)       | DNF-7            |

Convenções:
- AB-N: Abandono na etapa "N"
- FLT-N: Retiro por chegada fora do limite de tempo na etapa "N"
- NTS-N: Não tomou a saída para a etapa "N"
- DES-N: Desclassificado ou expulsado na etapa "N"

## UCI World Ranking
A Volta à Catalunha outorgou pontos para o UCI World Ranking para corredores das equipas nas categorias UCI WorldTeam, Profissional Continental e Equipas Continentais. As seguintes tabelas são o barómetro de pontuação e os 10 corredores que obtiveram mais pontos:
| Posição             | 1.º | 2.º | 3.º | 4.º | 5.º | 6.º | 7.º | 8.º | 9.º | 10.º | 11.º | 12.º | 13.º | 14.º | 15.º | 16.º-20.º | 21.º-30.º | 31.º-50.º | 51.º-55.º | 56.º-60.º |
| Classificação geral | 400 | 320 | 260 | 220 | 180 | 140 | 120 | 100 | 80  | 68   | 56   | 48   | 40   | 32   | 28   | 24        | 16        | 8         | 4         | 2         |
| Por etapa           | 50  | 20  | 8   |     |     |     |     |     |     |      |      |      |      |      |      |           |           |           |           |           |
| Líder               | 8   |     |     |     |     |     |     |     |     |      |      |      |      |      |      |           |           |           |           |           |

| Classificação |                       |                    |       |       |       |       |
| Ciclista      | Ciclista              | Equipa             | Geral | Etapa | Líder | Total |
| ------------- | --------------------- | ------------------ | ----- | ----- | ----- | ----- |
| 1.º           | Miguel Ángel López    | Mitchelton-Scott   | 400   | 50    | 24    | 474   |
| 2.º           | Adam Yates            | Mitchelton-Scott   | 320   | 50    | -     | 370   |
| 3.º           | Egan Bernal           | Sky                | 260   | 20    | -     | 280   |
| 4.º           | Nairo Quintana        | Movistar           | 220   | -     | -     | 220   |
| 5.º           | Steven Kruijswijk     | Jumbo-Visma        | 180   | -     | -     | 180   |
| 6.º           | Michael Woods         | EF Education First | 140   | -     | -     | 140   |
| 7.º           | Maximilian Schachmann | Bora-Hansgrohe     | 48    | 78    | -     | 126   |
| 8.º           | Michael Matthews      | Sunweb             | 2     | 120   | -     | 122   |
| 9.º           | Rafał Majka           | Bora-Hansgrohe     | 120   | -     | -     | 120   |
| 10.º          | Guillaume Martin      | Wanty-Gobert       | 100   | -     | -     | 100   |